# Музей обороны Крита
Музей обороны Крита и народного сопротивления (греч. Μουσείο Μάχης Κρήτης και Εθνικής Αντίστασης) — муниципальный исторический музей, посвящённый обороне Крита в период Второй мировой войны и критскому народному сопротивлению.
Находится вблизи археологического музея в городе Ираклионе на острове Крит, в Греции.

## История
Музей открыт в мае 1994 года и посвящён обороне Крита в ходе Второй мировой войны и народному сопротивлению, одним из организаторов которого был англичанин-археолог Джон Пендлбери.

### Экспозиция
Значительную часть экспозиции занимают материалы так называемой «Битвы за Крит» — крупнейшей в истории Второй мировой войны воздушно-десантной операции, когда в апреле — мае 1941 года немецкие войска высаживались с моря в бухте Суда (запад острова, недалеко от тогдашней столицы Ханья) и выбросили с воздуха несколько тысяч парашютистов. Им противостояли критяне и британские войска, в том числе части новозеландцев. Критяне полагают, что благодаря «Битве за Крит» не была взята Москва, так как затянувшаяся критская операция отсрочила начало вторжения в СССР и истощила немецкие ресурсы.